# Psychotria halophiloides
Psychotria halophiloides är en måreväxtart som beskrevs av Herbert Fuller Wernham. Psychotria halophiloides ingår i släktet Psychotria och familjen måreväxter. Inga underarter finns listade i Catalogue of Life.